# Merkel-Raute

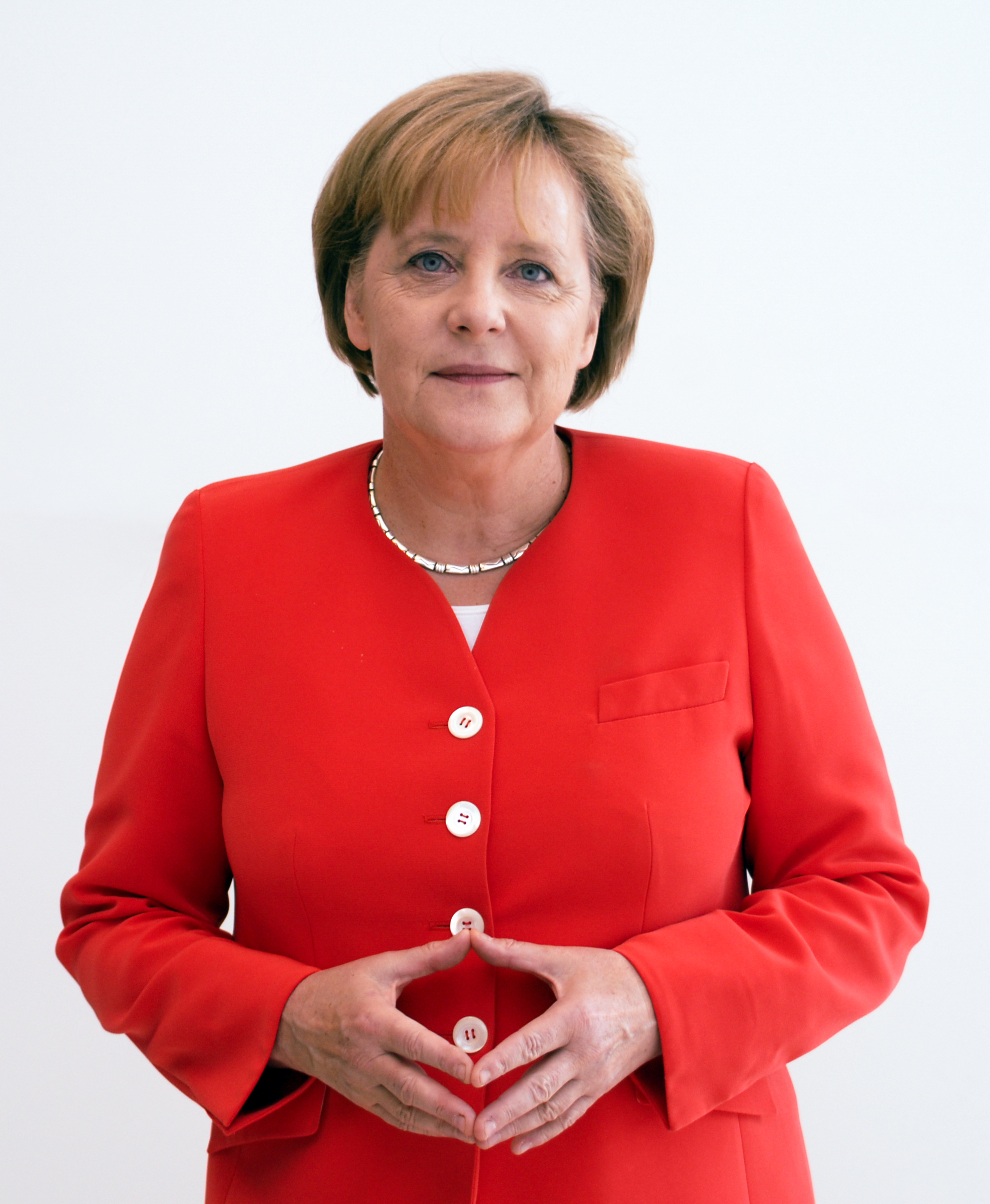
Photographie d'Angela Merkel faisant son renommé « losange ».

Le Merkel-Raute (en français, « Losange de Merkel ») est une position adoptée par la chancelière allemande Angela Merkel où elle joint les mains en accolant ses deux pouces vers le haut tandis que « les index, les majeurs et les annulaires et parfois les auriculaires se rejoignent également mais pointent ni vraiment vers l'avant ni vraiment vers le bas ». Il a progressivement été accepté et réemployé jusqu'à devenir sa marque de fabrique et servir à des fins politiques.

## Histoire

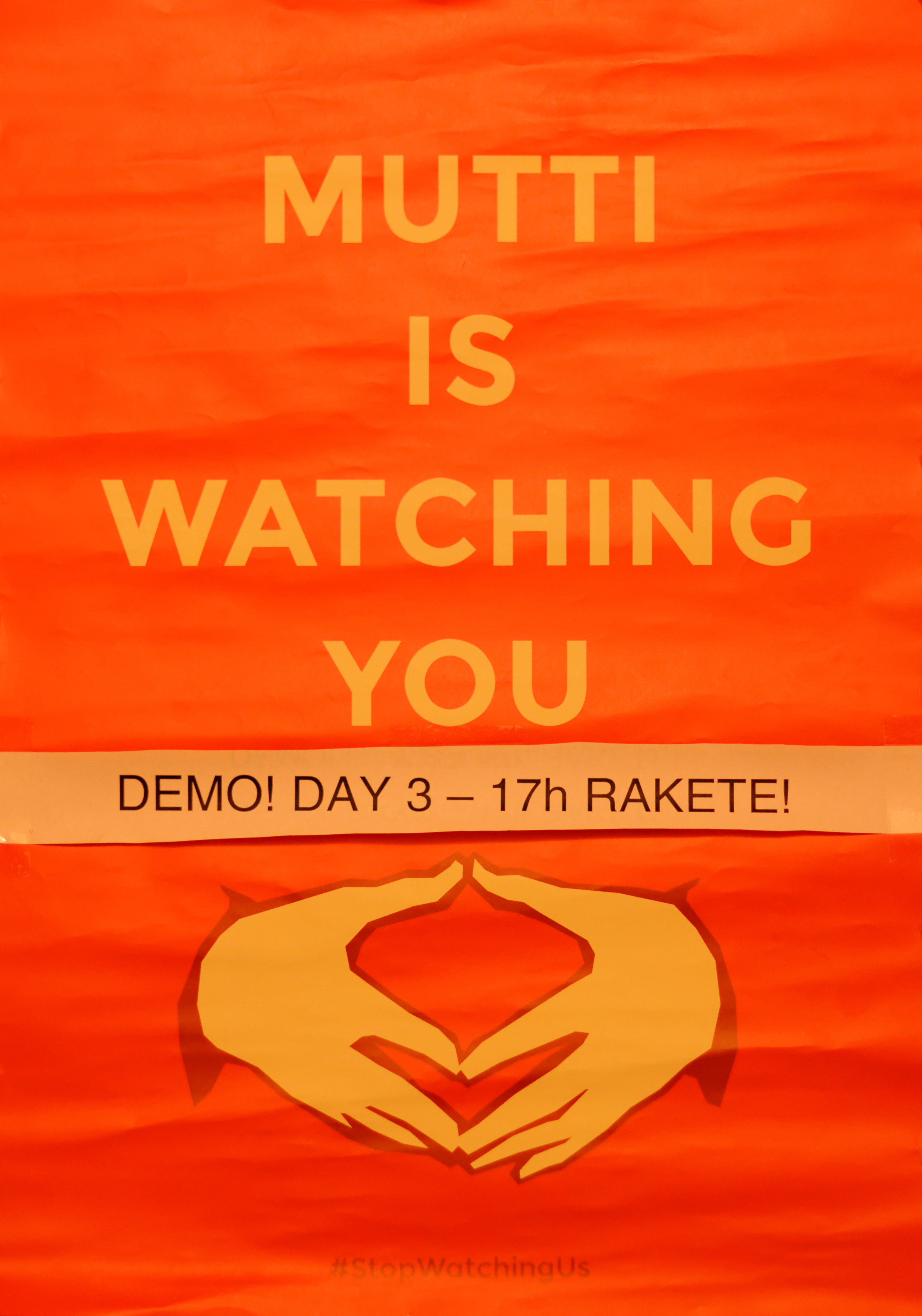
Affiche du 31C3 « Maman vous regarde ».

Angela Merkel a expliqué que cette position provient d'un certain inconfort : « Je me suis simplement demandé : “que faire de mes bras ?” C'est ainsi qu'est né ce geste ». 
À l'origine source de moqueries, le geste de la chancelière a progressivement été accepté et réemployé, tant par ses adversaires que par ses soutiens, jusqu'à devenir sa marque de fabrique et même un enjeu politique de l’élection fédérale de 2013. Effectivement, la CDU, parti d'Angela Merkel, a créé une affiche de 20 m sur 70 m placardée près de la gare centrale de Berlin où apparaît le « losange de Merkel » constitué de milliers de photographies de mains. Sur l'autre face de l'immeuble, le slogan du parti apparaît : « Deutschlands Zukunft in guten Händen ». Il est traduit par :
- « L’Allemagne a besoin d’être entre de bonnes mains »[4] ;
- « L’avenir de l’Allemagne est entre de bonnes mains »[5] ;
- « L'avenir de l'Allemagne dans de bonnes mains » (le slogan allemand ne comporte en effet aucun verbe)[6] ;
- « Le futur de l'Allemagne entre de bonnes mains »[7].

Très critiquée par l'opposition qui y a vu un culte de la personnalité, la mise en avant de la posture de Merkel marque un revirement. Son attitude s'est transformée en un signe de stabilité et de force et n'est plus vue comme une marque de gaucherie : le Merkel-Raute est devenu « probablement un des gestes de la main les plus reconnaissables dans le monde »,.
Depuis son installation, l'affiche géante de la CDU jouit d'une grande popularité sur Internet, surtout auprès des utilisateurs de réseaux sociaux,. La publication d'illustrations retouchées à l'aide de logiciels a donné naissance à un mème Internet, les plus connues superposant les mains d'Angela Merkel sur une photo de Mr. Burns (dont la marque commerciale ressemble à la même position), Grumpy Cat, Spock et d'autres,,.
Dans ses communications Internet, la CDU a adopté l'émoticône <> en tant que symbole du Merkel-Raute. Par exemple, elle a organisé sur sa page Facebook un concours invitant les internautes à s'exprimer en utilisant « <> » dans le but de gagner un sac portant un imprimé de l'affiche de la campagne susmentionnée,. Le parti a aussi utilisé l'émoticône à la fin d'une vidéo promotionnelle diffusée vers la fin 2013.